# Mohamed Achraf Khalfaoui
Mohamed Achraf Khalfaoui (ur. 24 października 1980 w Tunisie) – tunezyjski piłkarz, grający na pozycji obrońcy lub pomocnika.

## Kariera piłkarska

### Kariera klubowa
Wychowanek klubu Club Africain Tunis, w którym rozpoczął karierę piłkarską. Od 2005 występował w Stade Tunisien. Latem 2008 wyjechał do Portugalii, gdzie bronił barw União Leiria. Na początku 2009 powrócił do Stade Tunisien. W lutym 2011 podpisał kontrakt z ukraińskim Metałurhem Zaporoże, w którym występował do końca 2012 roku.